# Tre Colla
Colla Uais (fl. IV secolo), 
Colla Menn (fl. IV secolo) e 
Colla Fo Críth (fl. IV secolo) furono tre fratelli, noti nella mitologia irlandese come i Tre Colla, figli di Eochaid Doimhlen, a sua volta figlio del re supremo d'Irlanda Cairbre Lifechair, che avrebbero poi dato vita al regno di Airgialla, nella parte nord-orientale dell'isola nel IV secolo.
Combatterono contro lo zio, Fiacha Sraibhtine, che a quel tempo era sovrano supremo dell'isola. Dopo la sconfitta di quest'ultimo Colla Uais divenne re supremo per quattro anni, fino a che fu espulso con i suoi fratelli dal cugino Muiredach Tirech.
I tre andarono in esilio ad Alba (Scozia), dato che loro madre era la figlia del sovrano di questo regno. In seguito i tre tornarono dall'esilio e dopo avere inutilmente cercato di eliminare Muiredach Tirech entrarono nel suo esercito. Spinti da Muiredach a strappare terre agli Ulaid in virtù della loro discendenza, diedero vita al regno di Airgialla. Distrussero Emain Macha, che non fu mai più capitale dell'Ulster.